# Bert Monroy
Bert Monroy (Nueva York, 1 de septiembre de 1948) es un artista estadounidense principalmente conocido por ser un experto en  Photoshop desde los primeros tiempos de existencia del programa computacional. Escribió el primer libro sobre el uso adecuado de Photoshop denominado El manual Oficial de Adobe Photoshop en coautoría con David Biedny (The Official Adobe Photoshop Handbook, coauthored with David Biedny), por lo cual se convirtió en un educador autorizado sobre dicho software.

Es considerado uno de los pioneros preeminentes del arte digital, suele construir sus pinturas digitales hiperrealistas como lo haría un artista tradicional, agregando color y textura, con la única excepción que utiliza Adobe Photoshop y Adobe Illustrator como sus medios creativos. Monroy ha trabajado como consultor para estudios cinematográficos tales como Industrial Light & Magic, Walt Disney Animation, Pixar, Pacific Data Images y R/GA, e incluso en empresas informáticas como Adobe Systems Incorporated, y Apple Computers, además de ser miembro del Photoshop World Dream Team.

Ha sido invitado frecuentemente al programa de televisión de Estados Unidos The Screen Savers, en donde ha dado breves tutoriales sobre Photoshop. En 2004, Monroy fue incluido en el Salón de la Fama de Photoshop por sus contribuciones a la herramienta digital de edición de imágenes.

También organizó un programa de televisión web llamado  Pixel Perfect en el canal de Streaming por internet Discovery Digital Networks perteneciente a Revision3. Monroy es actualmente docente habitual en el sitio de formación y entrenamiento Lynda.com, y fue anfitrión de forma continua de series llamadas Pixel Playground, show similar a Pixel Perfect.